# 飯田テル子
飯田 テル子（いいだ てるこ、1926年12月5日 - 1991年8月12日）は、日本の女優。鹿児島県出身。1950年、綜芸プロダクション所属。1956年、東京映画入社。1960年、東京俳優生活協同組合所属。本名同じ。旧芸名は飯田 てる子。

## 出演作品

### テレビドラマ

#### NHK
- 天下御免（1971年）
- 大河ドラマ
  - 風と雲と虹と（1976年） - 老婆、婆
  - 獅子の時代（1980年） - 松じいの妻
  - 峠の群像 第9話「内蔵助ほえる」、第40話「仇討ち連合成る」（1982年） - 女中
  - 徳川家康（1983年）
  - 山河燃ゆ（1984年） - 女将[2]
  - 翔ぶが如く 第二部 第35話「留守政府分裂」、第36話「破裂弾中の昼寝」（1990年） - カメ
- 少年ドラマシリーズ / 未来からの挑戦 第7話（1977年）※ノンクレジット
- 十字路 第1話「北海道編 家族」（1978年）
- 御宿かわせみ 第12話「迷子石」（1983年）
- 雄気堂々 若き日の渋沢栄一（1982年）
- 連続テレビ小説 / おしん 第170、175話（1984年）

#### 日本テレビ
- ダイヤル110番 第189話「万引部隊」（1961年）
- 昔三九郎 第8話「殺したヤツら」（1968年）
- 子連れ狼（萬屋錦之介版） 第二部 第6話「さぶる子」（1974年）
- 愛のサスペンス劇場 / 母絶唱（1975年）
- 少年探偵団 (BD7) 第3・4話「影に笑う怪人 1・2」（1975年） - 家政婦
- 俺たちの旅
  - 第5話「女もなぜか淋しいのです」（1975年）
  - 第29話「生きるのがへたな男もいるのです」（1976年）
- 金曜劇場 / 前略おふくろ様 第2シリーズ 第7話（1976年） - 木下の伯母
- 太陽にほえろ!
  - 第269話「みつばちの家」（1977年）
  - 第444話「ドック刑事のシアワセな日」（1981年）
  - 第468話「殴られたスニーカー」（1981年）
  - 第500話「不屈の男たち」（1982年）
  - 第541話「からくり」（1983年）
  - 第572話「青い鳥」（1983年）
  - 第583話「三人の未亡人」（1983年）
  - 第659話「夏の光」（1985年）
- 大都会シリーズ
  - 大都会 闘いの日々 第20話「週末」（1976年）
  - 大都会 PARTII 第39話「グッドバイ1977」（1977年）
- 新五捕物帳
  - 第9話「涙を背負った赤ん坊」（1977年）
  - 第141話「闇に消えた男」（1981年）
- 木曜ゴールデンドラマ / 花嫁の父（1981年）
- 銭形平次（風間杜夫版）（1987年）
  - 第9話「お藤、謎を解く」
  - 第20話「子供の目」

#### TBS
- 渥美清の泣いてたまるか 第36話「万事休すの巻」（1967年）
- 怪奇大作戦 第6話「吸血地獄」（1968年） - 吸血鬼ニーナ
- 東芝日曜劇場
  - 天国の父ちゃんこんにちは その8（1969年）
  - ひとごろし（1970年）
  - あにいもうと（1972年）※ノンクレジット
  - 二人だけの道 最終回（1973年）
  - びっくり箱（1977年）
  - あいつの山（1982年）
- ありがとう
  - 第1シリーズ 第6話（1970年）
  - 第2シリーズ 第3話（1972年） - 患者
- それぞれの秋 第10話（1973年）
- 水曜劇場 / 寺内貫太郎一家 第10話（1974年） - 千代
- おんな家族（1974年）
- 木下恵介・人間の歌シリーズ / 阿蘇の女 第2話（1974年）
- 赤いシリーズ
  - 赤い迷路（1974年）
  - 赤い絆 第2話「秘められた過去」（1977年）
- すぐやる一家青春記 第7話「お元気ですか!」（1977年）
- 森村誠一シリーズ 腐蝕の構造 第2話（1977年）
- 花王 愛の劇場
  - 白衣の姉妹（1978年）
  - しづの生涯（1981年）
- 七人の刑事 第3シーズン（1979年）
  - 第43話「一粒の麦死なずば」
  - 第55話「蝶がとぶとき・医大殺人事件」
- Gメン'75
  - 第208話「5月26日絞首刑」（1979年） - 墓前の女性
  - 第264話「悪魔の棲む家」（1980年） - 井沢家の老婆
  - 第333話 「悪魔を呼ぶ子供」（1981年）−列車の中の老婆
- 半七捕物帳 第14話「小女郎狐」（1979年）
- 噂の刑事トミーとマツ
  - 第1シリーズ 第44話「トミマツまっ青、 情無用の新課長」（1980年）
  - 第2シリーズ 第23話「トミマツ降伏! 悪党死の水攻め」（1982年）
- 空よ海よ息子たちよ（1981年）
- 金曜ドラマ / 淋しいのはお前だけじゃない 第7話「雪の渡り鳥」（1982年）
- ちょっと噂の女たち・黒田軟骨の女難（1982年） - 老婆
- ザ・サスペンス
  - 十津川警部シリーズ / 日本一周「旅号」殺人事件（1983年）
  - 山之内家の惨劇（1983年）
- スクール☆ウォーズ 第11話「死と友情と」（1984年）
- 親子ゲーム 第7話「マリオが消えた日」（1986年）
- 夏・体験物語 パート2 第8話「胸キュンKISS」（1986年）
- ママはアイドル 最終回「おかあさん引退しないで! 涙のさよならコンサート」（1988年）
- 土曜ドラマスペシャル / あなたが大好き（1988年）
- ドラマチック22 / 東大一直線 劣等先生が行く!（1989年）

#### フジテレビ
- おんなの劇場 / 薪能 第4話（1970年）
- 無宿侍 第10話「蒼い人魂火」（1973年）
- 殺さないで!（1975年）
- あかんたれ 第70話（1977年）
- ご存知!女ねずみ小僧 第8話「いろは湯が乗ッ取られた」（1977年） - 引手婆
- 女商一代 やらいでか!（1981年）
- 裸の大将放浪記 第6作「嘘をつくと舌をぬかれるので」（1981年） - 魚屋「魚峰」の客[2]
- 月曜ドラマランド
  - うっかり夫人ちゃっかり夫人（1983年）
  - 意地悪ばあさん GO!GO!!ハワイの巻（1984年）
- 金曜女のドラマスペシャル
  - 密室の殺意（1985年）
  - 悪魔からの通告（1986年）
  - 跳びおりる（1987年）
- 勝手に!カミタマン（1985年） - 老婆
  - 第13話「爆発ゲートボール軍団」
  - 第23話「届け! モスガの愛の歌」
- ザ・ドラマチックナイト / 松本清張の地方紙を買う女（1987年）
- 世にも奇妙な物語 「お墓参り」（1990年）

#### テレビ朝日
- オットいたゞき 第9話「油断大敵の巻」、第10話「万事休すの巻」（1966年）
- 特別機動捜査隊
  - 第190話「女ごころ」（1965年） - 奥さん
  - 第504話「乱れた女たち」（1971年） - 村人
  - 第551話「群衆の中のひとり」（1972年） - 愛子
  - 第659話「俺が愛した女だ!!」（1974年） - 信代
- 冠婚葬祭屋 第1話「アイデア商売…ですヨ」（1972年）
- 非情のライセンス 第1シリーズ 第2話「兇悪の迷路」（1973年） - 老婆
- 右門捕物帖 第7話「双つの顔」（1974年）
- がんばれ!!ロボコン 第104話「ガタコトリ!! 仲よし飛行機発進だ!!」（1976年） - ツトムの祖母
- ジャッカー電撃隊 第27話「行くぞ七変化! 鉄の爪対ビッグワン」（1977年） - 老婆（鉄の爪の変装態）
- 爆走!ドーベルマン刑事 第6話「アレックスを射殺せよ!」（1980年）
- ドラマ・人間 / 息子よ! 母の乳房を撮りなさい（1981年）
- 宇宙刑事ギャバン 第28話「暗黒の宇宙の海 さまよえる魔女モニカ」（1982年） - モニカ
- 土曜ワイド劇場
  - 十三階の女（1983年）
  - 家路の果て（1985年）
  - 辻真先の婚約旅行殺人事件シリーズ 第5作「九州婚約旅行殺人事件」（1988年）
  - 混浴露天風呂連続殺人 第9作「宇奈月温泉〜黒部峡谷〜大牧温泉」（1991年）※遺作
- 人妻捜査官 第3話「疑惑!? 制服の女が通うレズクラブ」（1984年）
- 私鉄沿線97分署 第23話「走れ! ポリボックス・カー!!」（1985年）

#### 東京12チャンネル（テレビ東京）
- 快傑ズバット 第13話「少年殺し屋のバラード」（1977年） - 町の人
- 大江戸捜査網 第3シリーズ 第501話「我子を返せ! 母二人の対決」（1983年）
- お姑さん大募集!（1988年）

### バラエティー番組
- 火曜ワイドスペシャル / 加トちゃんケンちゃん光子ちゃん 笑いころげておもしろ家族! 第1回（1990年、フジテレビ）

### 映画
- 女優（1947年）[1]
- 乾杯! 見合結婚（1958年） - 恵美子の母親
- 花嫁さんは世界一（1959年） - 町江
- 流転の愛欲（1965年）
- 八つ墓村（1977年）

### その他
- 東芝日曜劇場 / ありがとう私をお嫁さんにしてくれて....（1970年、TBS） - 方言指導
- 年末時代劇スペシャル / 田原坂（1987年、日本テレビ） - 方言指導
- 大河ドラマ / 翔ぶが如く 第一部（1990年、NHK） - 方言指導
  - 第4話「黒船来る」
  - 第14話「桜田門外の変」
  - 第21話「慶喜の裏切り」